# Festival de Cine Latinoamericano de Utrecht

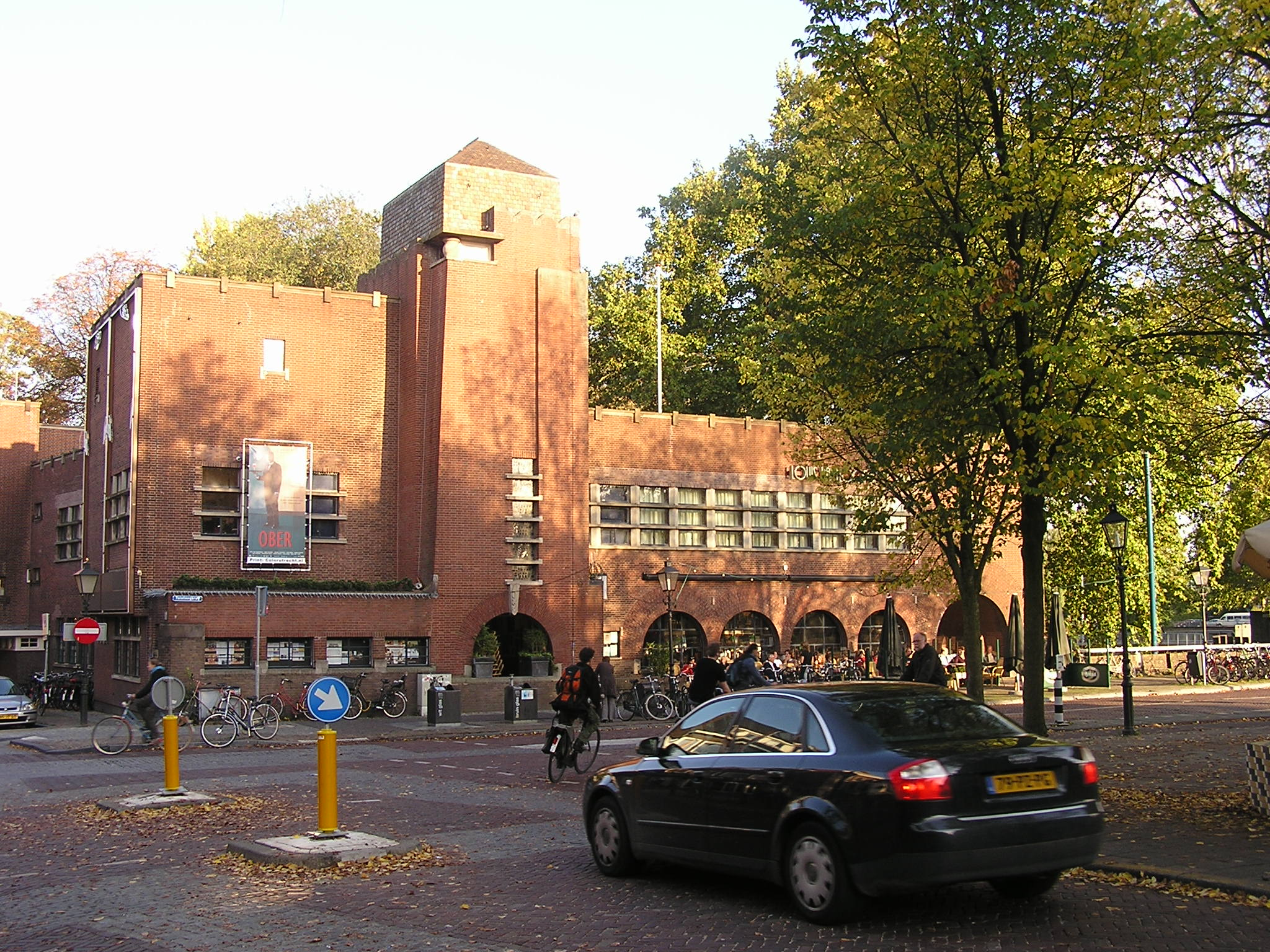
El Complejo Louis Hartlooper en la ciudad de Utrecht donde se realizó el Festival de Cine Latinoamericano.

El Festival de Cine Latinoamericano de Utrecht (en inglés: Latin American Film Festival Utrecht) fue un festival dedicado al cine latinoamericano, que se realizó anualmente en la ciudad de Utrecht (Países Bajos), de 2005 a 2013.

## Premios

### Ángel Latino - Premio del Jurado
El «Ángel Latino - Premio del Jurado» consiste de 5000 Euro y fue otorgado desde el año 2005 a los siguientes ganadores.
- 2013: Beauty – Daniela Seggiario
- 2012: La demora – Rodrigo Plá
- 2011: Post mortem – Pablo Larraín
- 2010: Norteado - Rigoberto Perezcano
- 2009: La rabia - Albertina Carri
- 2008: Las niñas – Rodrigo Marín
- 2007: Madrigal – Fernando Perez
- 2006: En la cama – Matías Bize
- 2005: El viaje hacia el mar – Guillermo Casanova

### Hivos Ángel Latino Largometraje - Premio del Público
El «Hivos Latin Angel Largometraje - Premio del Público» (inglés: Hivos Latin Angel Audience Award Feature) consiste de 2000 Euro y fue otorgado desde el año 2007 a los siguientes ganadores.
- 2013: Infancia clandestina - Benjamín Ávila
- 2012: Un cuento chino - Sebastián Borensztein
- 2011: También la lluvia - Icíar Bollaín
- 2010: Contracorriente - Javier Fuentes León
- 2009: Última parada 174 - Bruno Barreto
- 2008: Tropa de elite - José Padilha
- 2007: Proibido proibir - Jorge Durán

### Hivos Ángel Latino Documental - Premio del Público
El premio del público «Hivos Ángel Latino Documental» (inglés: Hivos Latin Angel Audience Award Documentary) consiste de 2000 Euro y fue otorgado desde el año 2007 a los siguientes ganadores.
- 2013: Gimme the Power - Olallo Rubio
- 2012: Senna - Asif Kapadia
- 2011: Boys of Summer - Keith Aumont
- 2010: Hijos de Cuba - Andrew Lang
- 2009: Coyote - Chema Rodríguez
- 2008: Circunstancias especiales - Héctor Salgado
- 2007: Las estrellas de la línea - Chema Rodríguez

### Ángel Latino - Premio Juventúd
El premio «Ángel Latino - Juventúd» (inglés: Latin Angel Youth Award) consiste de 2000 Euro y es concedido desde el año 2008 por un jurado de 5 jóvenes entre 16 y 18 años. Fue otorgado a los siguientes ganadores:
- 2013: Infancia clandestina - Benjamín Ávila
- 2012: Os 3 - Nando Olival
- 2011: Ausente - Marco Berger
- 2010: Contracorriente - Javier Fuentes León
- 2009: Coyote - Chema Rodríguez
- 2008: Estômago - Marcos Jorge